# Специализация
Специализация в процессе  труда — выполнение однородных трудовых операций работником производства в рамках его технологической организации.
Специализация (от лат. specialis — «особый, своеобразный») в образовательной системе — это углублённое изучение относительно узкого поля деятельности, в рамках специальности обеспечивающее необходимый уровень компетенции специалиста, предназначенной для выполнения некоторой работы.
Специализацию проводят на старших курсах высших и средних специальных учебных заведений, в средних профессионально-технических училищах — с начала обучения. Узкая специализация обеспечивает более качественное усвоение студентами практических учений и навыков. Но, в то же время, затрудняет изменение специальности и профессии в будущем, так как предполагает более длительный процесс переобучения. Поэтому в советской системе профессионального образования предпочтение отдавали подготовке специалистов широкого профиля, после чего на её базе осуществляли более узкую специализацию.